# Pod Dianou
Rybník Pod Dianou je malé vodní dílo v parku Cibulka na Praze 5, kterým protéká stejnojmenný potok. Svůj název získal po soše Diany, která stojí na břehu rybníka. Rybník nechal vybudovat majitel usedlosti Cibulka, pasovský biskup Leopold Leonhard Raymund z Thun-Hohensteinu (1748—1826), někdy mezi lety 1817 a 1826. Rybník měl původně pravděpodobně obdélníkový tvar. Současný oválný tvar získal po přestavbě v 2. polovině 20. století. Rybník následně postupně chátral až do roku 2005, kdy začala rekonstrukce rybníka a revitalizace okolí. Rekonstrukce byla dokončena v roce 2006 a rybník získal novou hráz, přeliv a stavidlo.